# Luke's Society Mixup
Luke's Society Mixup er en amerikansk stumfilm fra 1916.

## Medvirkende
- Harold Lloyd som Luke.
- Snub Pollard.
- Bebe Daniels.
- Sammy Brooks.
- Billy Fay.